# Монферратське герцогство
Монферратське герцогство (італ. Ducato del Monferrato) — держава у Північній Італії, що існувала в 1574—1708 роках.

## Історія
Герцогство було засноване Гульєльмо Гонзага з середньовічного Монферратського марграфства (Монферратської марки), яке після смерті останнього його володаря з династії Палеологів (1533) недовго перебувало під контролем імператора Карла V (до 1536). Герцог Мантуанський Гульєльмо Гонзага одружився з останньою спадкоємицею маркграфства з династії Палеологів Маргаритою Монферратською і включив його територію до володінь доиу Гонзага. У 1574 році володіння було підвищено в статусі з маркграфства (маркізату) до  герцогства.
Монферратське герцогство складалася з двох окремих частин, що межували із Савойським та Міланським герцогствами та Генуезькою республікою. Його столицею був Козале-Монферрато.
Після Війни за мантуанську спадщину (1628-1631), частина герцогства перейшла до Савойського герцогства, а інші його території перейшли до Савої в 1708 році, коли імператор Священної Римської імперії Леопольд I заволодів основною складовою дому Гонзага, герцогством Мантуанським.

## Список герцогів Монферратських

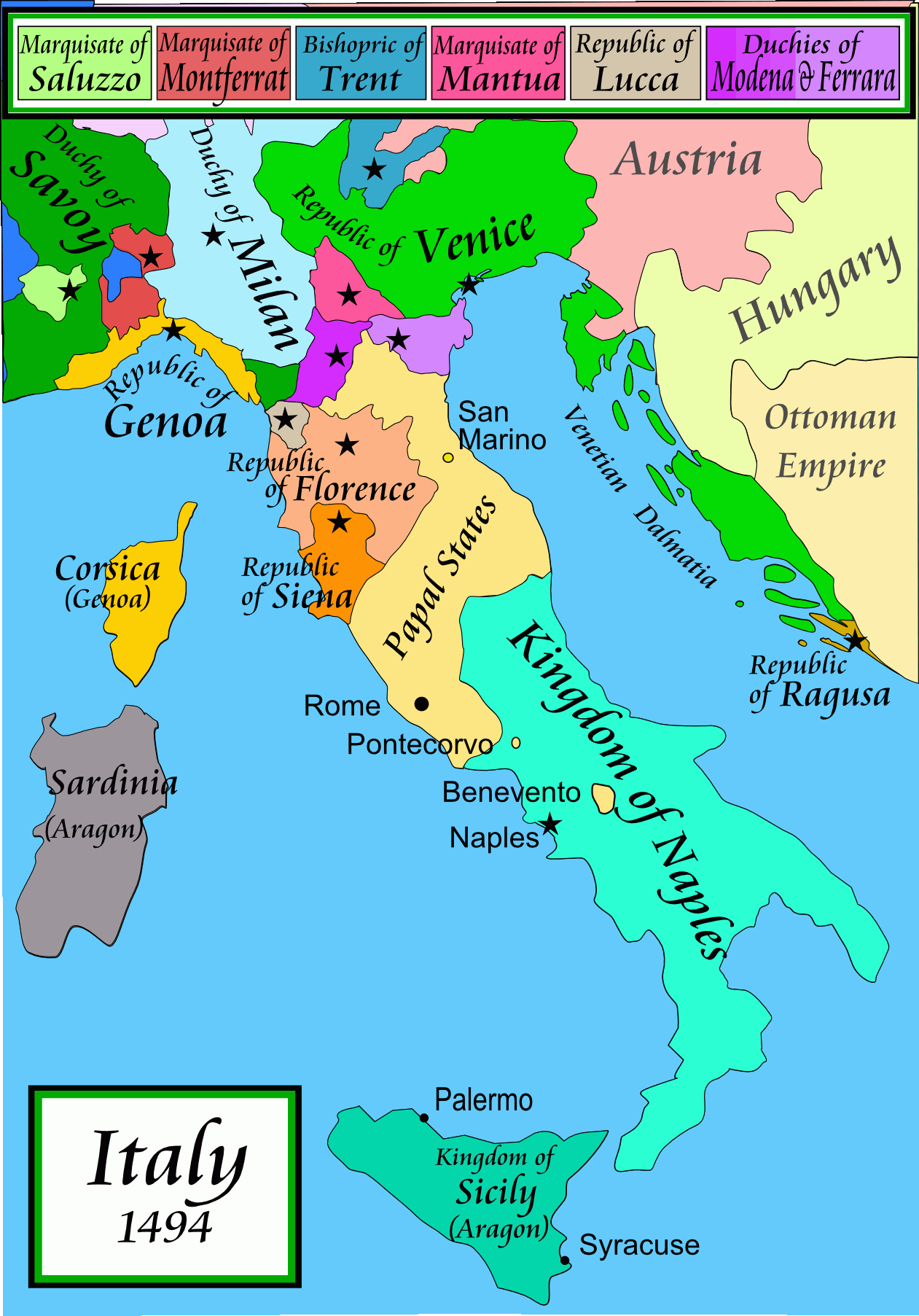
Темно-червоним кольором на мапі Італії XV століття виділено Монферрат

1533—1536 імперська окупація. 1536—1713 відійшло до Мантуї (з 1575 герцогство). 1713 до Савої.
| Ім,я                          | Період правління | Примітки |
| Гонзага (1574-1627)           |                  | |
| Гульєльмо Гонзага             | 1574 - 1587      | З 1550 по 1574 рік правив як маркіз (маркграф) Монферратський                                                                                                  |
| Вінченцо I Гонзага,           | 1587 - 1612      | син Гульєльмо |
| Франческо IV Ґонзаґа          | 1612 - 1612      | Його смерть стала причиною першої війни за Монферратську спадщину                                                                                              |
| Фернандо                      | 1612 - 1626      | Син Віченцо I |
| Вінченцо II                   | 1626 - 1627      | Син Вінченцо I; його смерть стала причиною другої війни за Моферратську спадщину; Не мав спадкоємців і йому успадкував двоюрідний брат Карл, герцог Неверський |
| Гонзага-Неверські (1627-1708) |                  | |
| Карл I Гонзага-Неверський     | 1627 - 1637      | Став наступником свого двоюрідного брата Вінченцо II |
| Карл II Гонзага-Неверський    | 1637 - 1665      | З 1637 по 1647 рік його мати Марія Гонзага була при ньому регентом                                                                                             |
| Фернандо Карло                | 1665 - 1708      | Останній правитель Монферратського герцогства, яке в 1798 році було включено до складу Савойської держави                                                      |